# Menhire der Bretagne

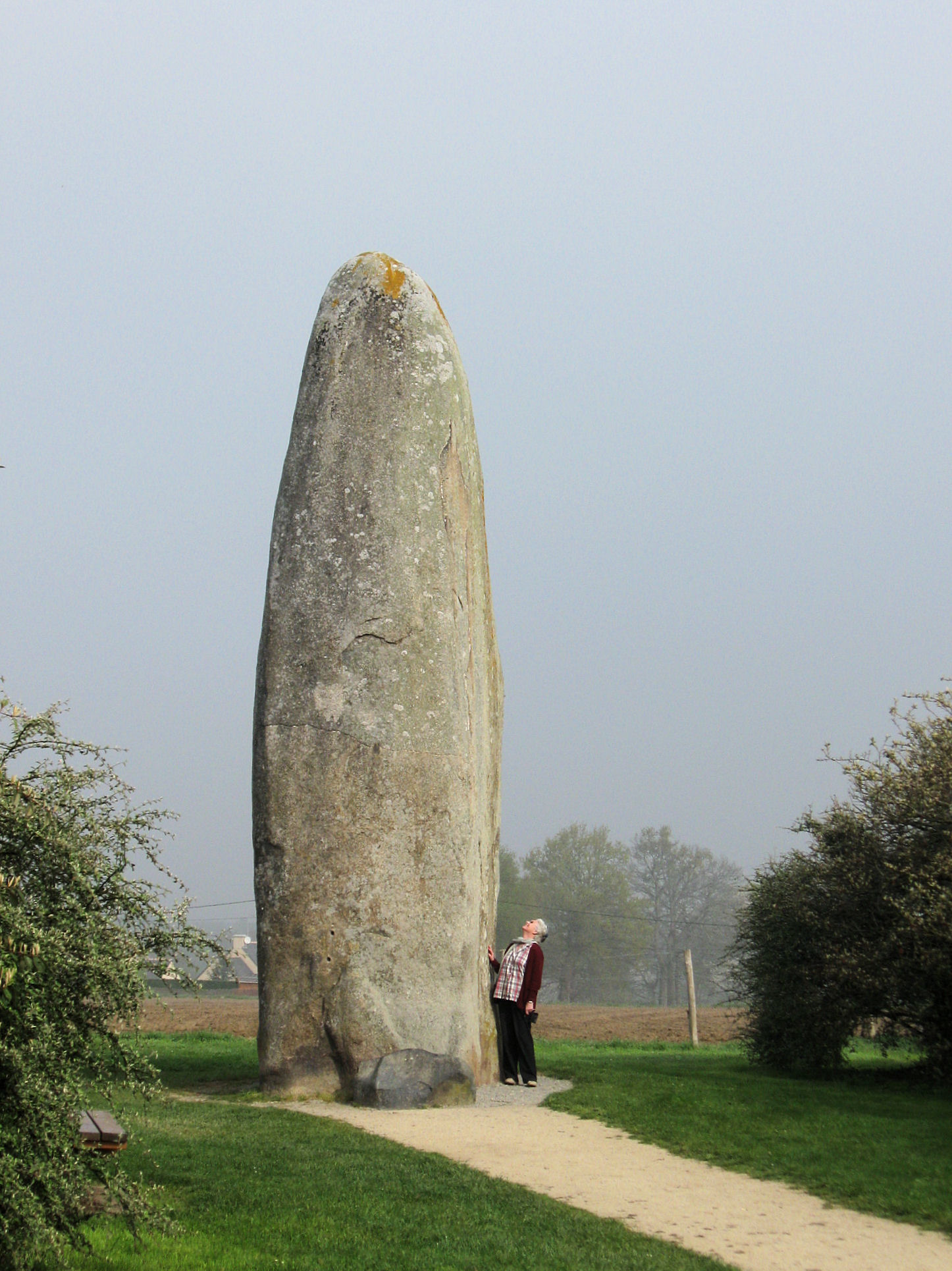
Menhir vom Champ-Dolent

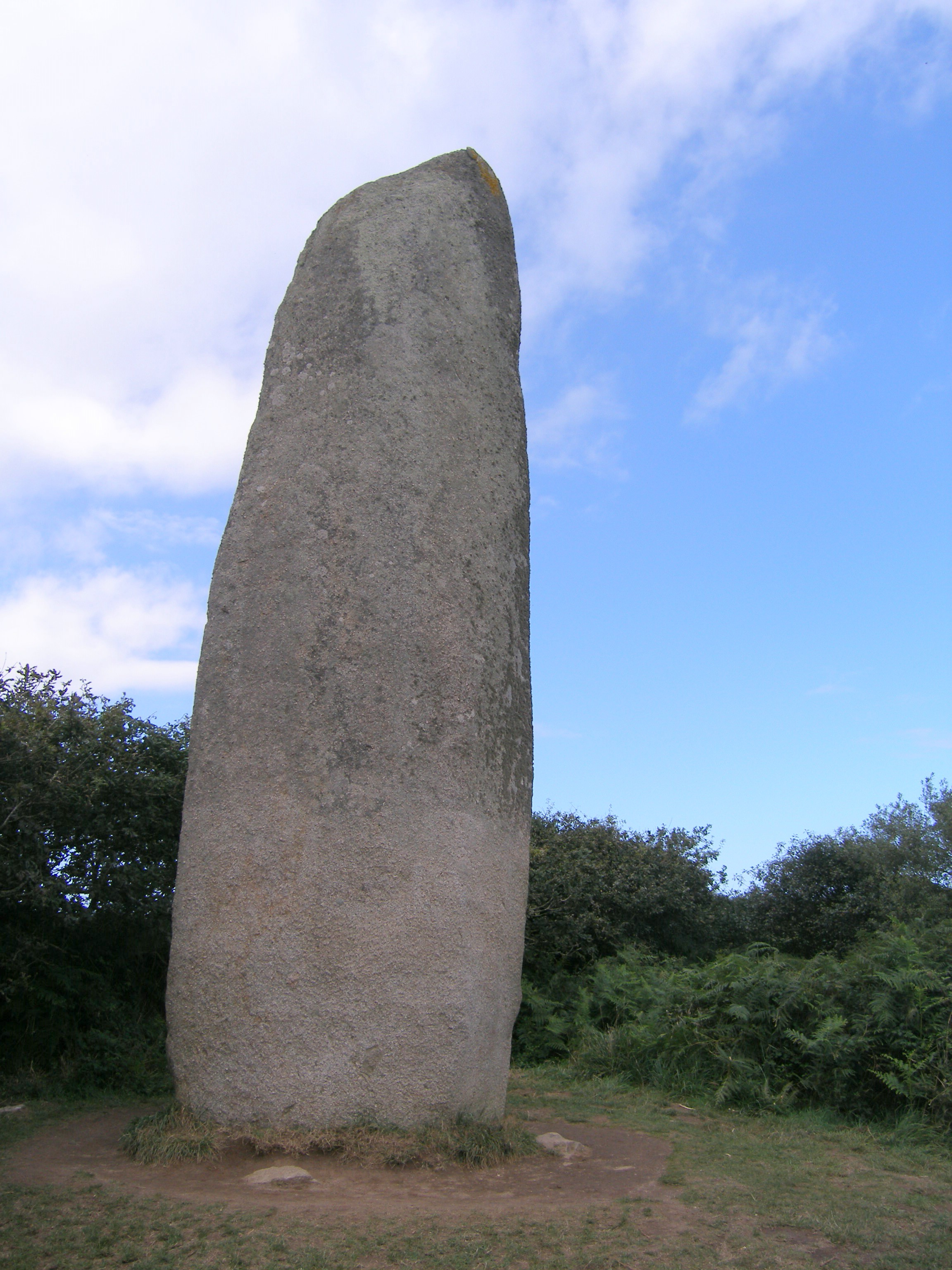
Menhir von Kerloas

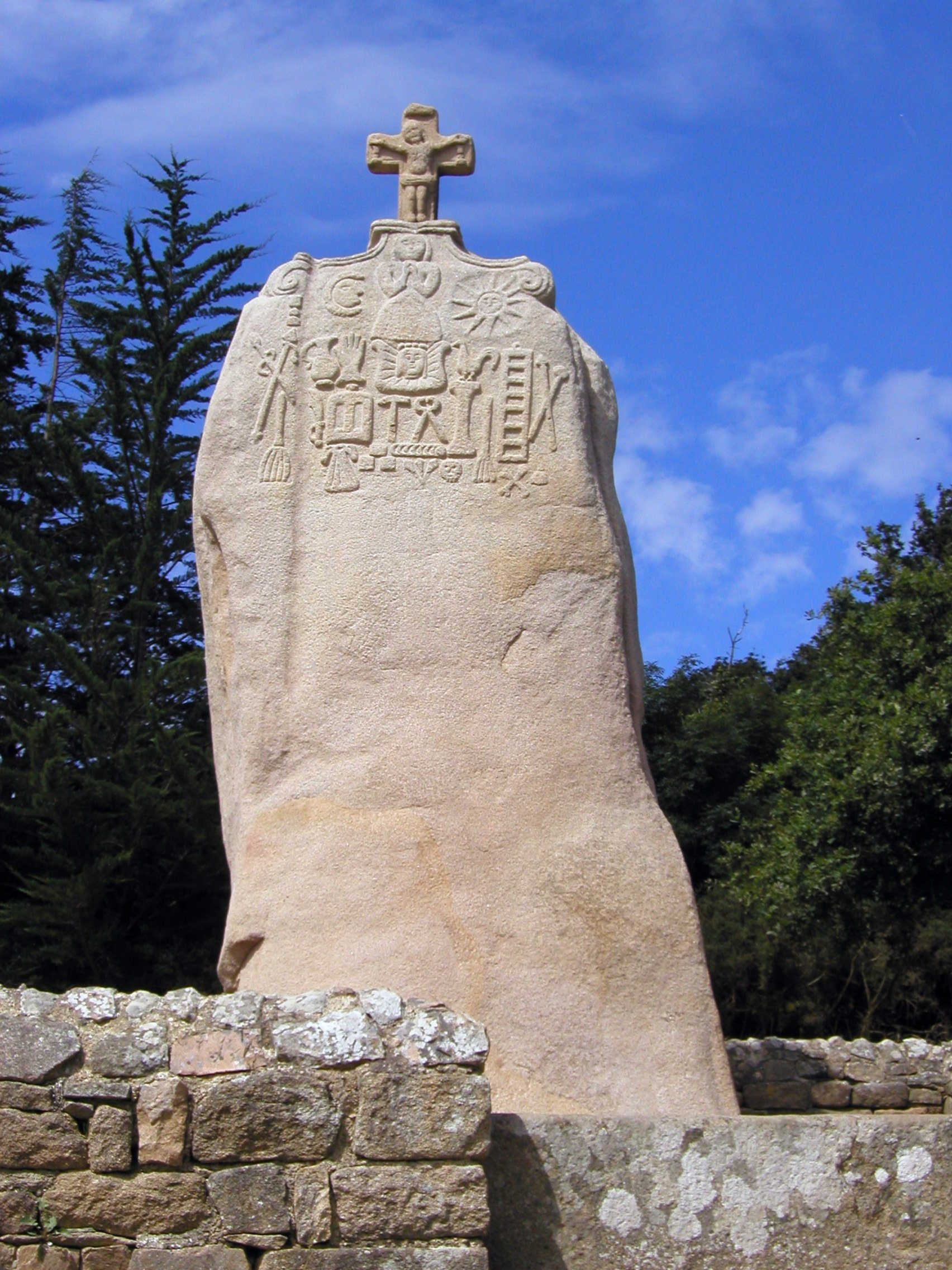
Stelenartiger, „christianisierter“ Menhir von Saint-Uzec

Die Menhire der Bretagne sind große, meist einzeln stehende Monolithe, die von den Menschen der Megalithkultur aufgerichtet und zum Teil wieder umgestürzt wurden oder anderweitige Verwendung fanden. Von den 2068 Menhiren Frankreichs befinden sich 717 in der Bretagne. Auch die Steine innerhalb von Steinreihen (französisch alignements) werden als Menhire bezeichnet, obwohl sie wahrscheinlich eine andere Funktion und Bedeutung hatten.
Ende des 18. Jahrhunderts legten die Archäologen das bretonische Wort Menhir (Langstein) zur Bezeichnung derartiger Steine fest, obwohl es im Bretonischen den auch gebräuchlichen Begriff „peulvan“ (deutsch „Steinpfeiler“) gibt, der besser gepasst hätte.
Man darf die eigentlichen Menhire nicht mit den in der westlichen Bretagne verbreiteten beidseitig geglätteten Stelen oder mit den sogenannten Statuenmenhiren verwechseln. Diese Stelen stammen aus der späten Bronze- und frühen Eisenzeit und wurden häufig christianisiert.

## Zeitliche Einordnung und Kultureller Hintergrund
Archäologische Funde gestatten, sie in die vorgeschichtliche Kulturenabfolge der Bretagne einzuordnen. Durch den C-14-Gehalt von Holzkohle, die in einigen wenigen Fällen unter den Steinen gefunden wurde, konnte man bestimmen, dass sie während der Jungsteinzeit vor etwa 6000 Jahren aufgestellt wurden.
Die Menschen, die die größten Steine Europas aufrichteten, waren sesshaft, bauten Getreide an, betrieben Viehhaltung, lebten in Holzhäusern, sammelten Früchte, jagten und fischten. Sie glätteten harten Stein, bearbeiteten Feuerstein und stellten gebrannte Keramik her. Ihre Kleidung bestand aus Fellen und grobgewebten Stoffen.

### Errichtung
Zur Steingewinnung wurde meist ein Felsmassiv in unmittelbarer Nähe genutzt. Neben dem etwa 8,50 m hohen Menhir von Men-Marz bei Brignogan, im Département Finistère sieht man noch die Felsformationen, von denen er losgebrochen wurde. Es gibt eine Reihe von Beispielen für geologisch bewiesene Transporte über drei bis vier Kilometer (z. B. die Menhire von Plouarzel und Dol). Verwendet wurden unregelmäßige Felsblöcke aus Quarz, Quarzit oder Konglomerat, sowie Platten aus Schiefer. Vorgezogen wurde aber Granit. In den meernahen Felsenmeeren des Granits hatten die Steinblöcke zum Teil durch Erosion bereits die gewünschte Form. Felsen, die ein wenig vorsprangen, konnten leicht gelöst werden. An einer Seite erkennt man den frischen Bruch, auf den anderen sind sie abgewettert und gerundet. Dies erklärt das Aussehen vieler Menhire aus Granit. Untersuchungen zeigten, dass ihre Basis einige Dezimeter (aber auch mehrere Meter) in die Erde eingelassen ist und mit kleineren Steinen verkeilt wurde. Selten trifft man auf Menhire mit ebener Basis, die ohne Stützung im Gleichgewicht waren. Am Boden sind Scherben grober Tonwaren, Feuersteinabschläge, geschliffene Steinäxte oder Teile von Mahlsteinen zu finden. Einige Steine weisen Feuerspuren auf, teilweise findet sich Holzkohle, weil die Steinsetzung mit dem Ausfeuern der Grube begann.

### Fundorte
Von den 2068 erhaltenen Menhiren in Frankreich befinden sich 717 in den Départements der Bretagne. Côtes-d'Armor (178), Finistère (207), Ille-et-Vilaine (72) und Morbihan (260). Menhire sind in diesem Teil Europas weit zahlreicher als anderswo.
Entlang der Küsten oder auf Bergkuppen und Bergkämmen im Landesinneren trifft man diese megalithischen Denkmäler in großer Zahl. Öfter als auf Gipfeln stehen Menhire jedoch an Hängen. Einige findet man in Tälern oder Niederungen und eine beträchtliche Anzahl befindet sich an Wasserstellen oder an Bachläufen. Menhire können einzeln dastehen oder gehören zu anderen, mit denen sie Kreise oder Reihen bilden.

### Formen
Ihre Form variiert etwas, je nach dem Gestein, aus dem sie bestehen. In der Bretagne gibt es Menhire, die rundum behauen oder durch Hämmern abgeflacht wurden. Es handelt sich meist um sehr große Exemplare:

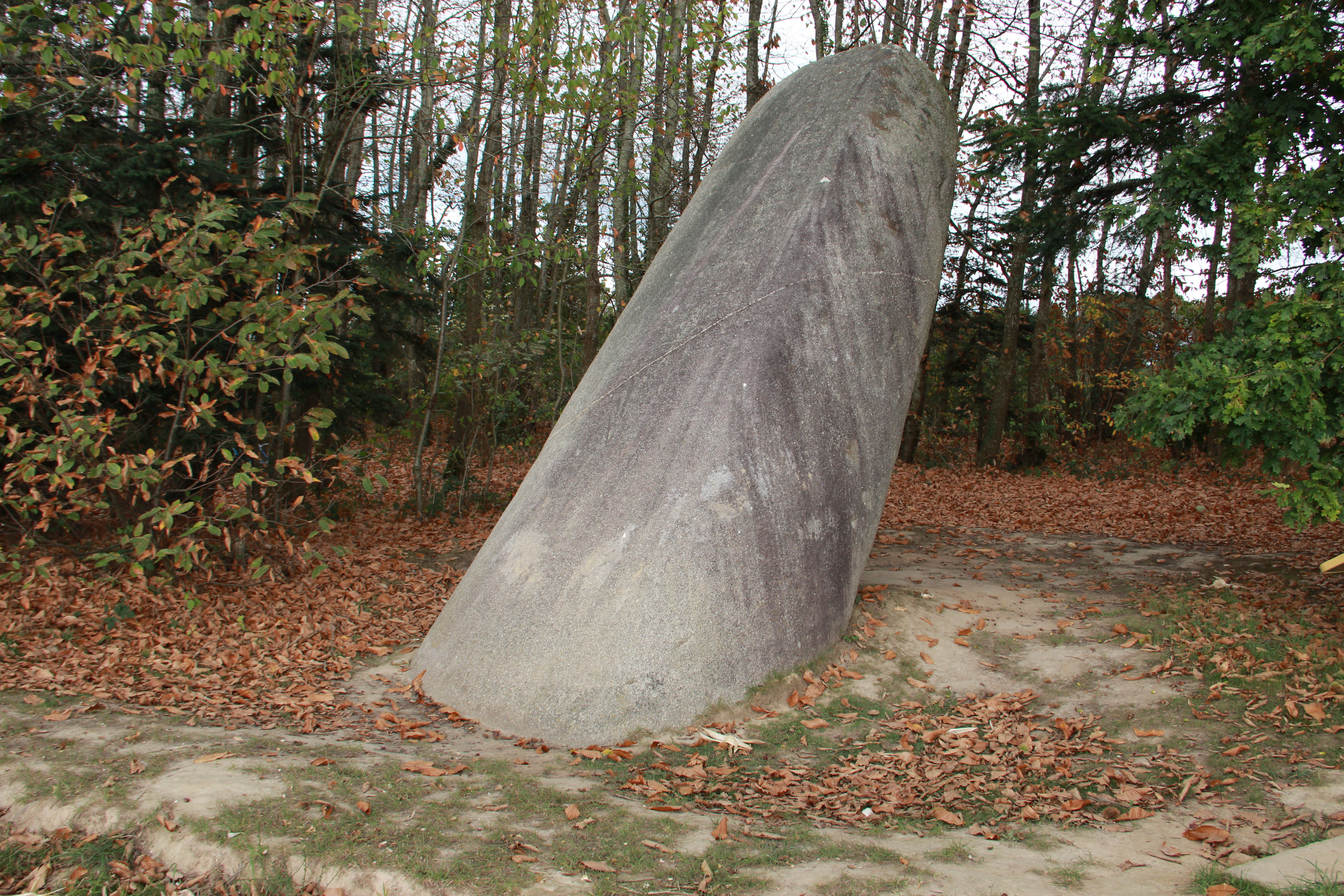
Menhir de la Tremblais

- der Menhir von Kerloas (oder Kerveatous) bei Plouarzel ist mit ca. 10 m der größte noch aufrecht stehende Menhir.
- der schräg liegende, ehemals etwa 10,50 m hohe sowie der mit einer Höhe von ca. 8,75 m noch aufrecht stehende Menhir von Kergadiou bei Plourin sind diejenigen mit der vollkommensten Form,
- der Menhir vom Champ-Dolent bei Dol-de-Bretagne (Ille-et-Vilaine) erreicht eine Höhe von 9,5 m,
- der über 8,2 m hohe Men-Marz bei Brignogan-Plages
- der über 7, m hohe Menhir von Cam Louis bei Plouescat
- der 7,0 m hohe, schräg stehende Menhir de la Tremblais von Saint-Samson-sur-Rance,
- der Menhir von Kerhouézel (oder Kerreneur) bei Porspoder mit 6,5 m
- der 6,4 m hohe Menhir von Ranion steht im Bois de l’Enclos westlich von Pleucadeuc
- der Grande Pierre levée de la Bretellière ist mit 6,2 m der höchste im Département Maine-et-Loire.

Die Maße der französischen Menhire sind sehr unterschiedlich. Sie reichen von wenigen Dezimetern bis zu mehr als 20 m Höhe, die der zerbrochene Grand Menhir von Locmariaquer (Département Morbihan) hatte. Er wurde – wie viele andere – irgendwann absichtlich umgestürzt. Der Menhir von Locmariaquer dürfte 300 t gewogen haben (nicht 350 wie oft angegeben). Der 7,0 m hohe, im Zweiten Weltkrieg zerstörte Menhir von Melon bei Porspoder (Finistère) erreichte etwa 80 t. Die größten aufrechten Menhire erreichen mit dem unter der Erde liegenden Bereich Längen bis zu 12 m und sind Dutzende von Tonnen schwer.

### Gravierungen und Motive
Nur sehr selten tragen Menhire Gravierungen oder Motive in Flachrelief. Man kann aber vermuten, dass viele verziert waren, doch die Wind und Wetter ausgesetzten Zeichen wurden durch Erosion zerstört. Insbesondere Granit zerfällt Korn um Korn. Viele Menhire aus verwittertem Granit haben in 5000 Jahren etliche Zentimeter ihrer Oberfläche eingebüßt. Einige Menhire weisen noch Gravierungen oder Reliefs auf, die aber auch später angebracht worden sein können:

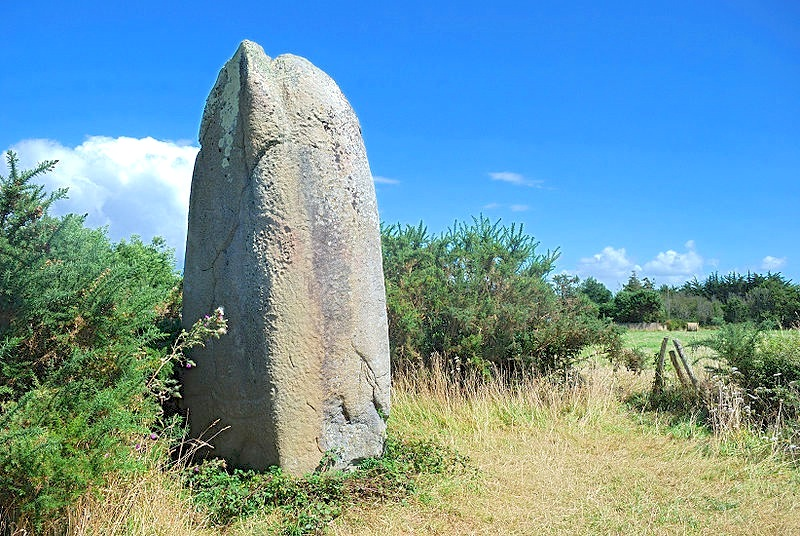
Menhir von Kermaillard

- fünf Schlangen in den Géant du Manio bei Carnac (Morbihan),
- Báculos auf dem Menhir von Kermarquer bei Moustoir-Ac (Morbihan),
- geschäftete Äxte in einem der Menhire der Steinreihe von Saint-Denec bei Porspoder (Finistere),
- der Grand Menhir von Locmariaquer zeigt eine sehr verwitterte gestielte Axt oder eine Pflugaxt,
- Menhir von Kermaillard auf der Rhuys-Halbinsel mit Mondsichel/Stiergehörn und Quadrat,
- der geneigte Menhir de la Tremblais in Saint-Samson-sur-Rance (Côtes d’Armor) zeigt auf seiner Oberseite einen Raster von Rechtecken, die nur bei streifendem Licht erkennbar sind; in den Rasterfeldern sieht man Krummstäbe (Báculos) und geschäftete Axtpflüge, die von Tieren gezogen werden. Auf den Seitenflächen erkennt man das Ende der Rasterlinien sowie Báculos und gestielte Äxte. Die Erosionsschäden und die Krümmung des Steines erschweren das Erkennen der Motive.

Häufig sind auf Steinen jeden Alters, einzeln oder in Gruppen, die Schälchen anzutreffen.

### Verbleib
Viele, insbesondere die heute kaum mehr anzutreffenden plattigen Menhire wurden zerstört. Manche wurden in Grabstätten (Gavrinis, Table des Marchand) integriert. Hinzu kommt, dass sie zuweilen vom Blitz getroffen wurden. Wenn man die in 50 Jahren durch Blitzschlag verursachten Schäden hochrechnet, kommt man zu dem Ergebnis, dass Ereignisse dieser Art nicht zu vernachlässigende Faktoren in der Chronik ihrer mehrheitlich durch Menschen erfolgten Zerstörung sind. 23 Menhire stehen allein im Département Côtes-d’Armor auf der Verlustliste.
Von den Megalithen der Bretagne sind 168 als Monument historique registriert. 59 im Finistère, 49 im Morbihan, 41 im Côtes-d’Armor und 19 im Ille-et-Vilaine.